# 鴨島町上下島
鴨島町上下島（かもじまちょうじょうげじま）は、徳島県吉野川市の大字。2010年10月1日現在の人口は1,474人、世帯数は521世帯。郵便番号は〒776-0013。

## 地理
吉野川市の東部に位置。東は鴨島町鴨島、南は鴨島町飯尾、西は鴨島町西麻植に接する。
旧鴨島町の中心部の南西方に接続している東西900m、南北800mの狭い平坦地。住宅地域と水田が入り混じる郊外型の農村地帯で、南端を飯尾川と麻名用水が東流している。
徳島市と三好市を結ぶ国道192号が中央部を東西に走り、両側は商業地化が進んでいる。国道192号から分岐した国道318号は、地内中央を北上して、吉野川に架かる中央橋を渡って阿波市・板野町を経由し香川県に至る。

### 河川
- 飯尾川
- 麻名用水

### 小字
- 大北
- 片センダン
- 呉島
- 諏訪ノ元
- 中ノ丁
- 野神ノ元
- 松元
- 南ノ丁
- 宮内
- 宮西

## 歴史
- 2004年（平成16年）10月1日 - 麻植郡鴨島町が川島町・山川町・美郷村と合併して吉野川市となり、現在の町名となる。

## 施設
- 鴨島郵便局
- 徳島中央広域連合事務局
- 日本中央テレビ本社

### かつて存在した施設
- アクアシティー - 2021年閉業。

## 交通

### 道路
国道
- 国道192号
- 国道318号

都道府県道
- 徳島県道31号鴨島神山線
- 徳島県道155号鴨島停車場線
- 徳島県道239号牛島上下島線

## 出身者
- 川真田徳三郎 - 政治家